# Gerald Brown (cestista 1975)
Gerald Brown jr. (Los Angeles, 28 luglio 1975) è un ex cestista e allenatore di pallacanestro statunitense, professionista nella NBA, in Europa, Sudamerica e Australia.

## Palmarès

### Squadra
- YUBA liga: 1

Partizan Belgrado: 2003-04

### Individuale
- Miglior tiratore da tre punti CBA (2002)